# Borgund
Borgund är namnet på en ort och dess omgivande bygd i Lærdals kommun i Vestland fylke i västra Norge. Borgund är framför allt känt för Borgunds stavkyrka. Orten hette tidigare Steinklepp, men har numera samma namn som bygden.
Borgund var också 1864–1964 namnet på en kommun där Borgund ligger, numera ingående i Lærdals kommun. Kommunens huvudort var Steinklepp (Borgund).

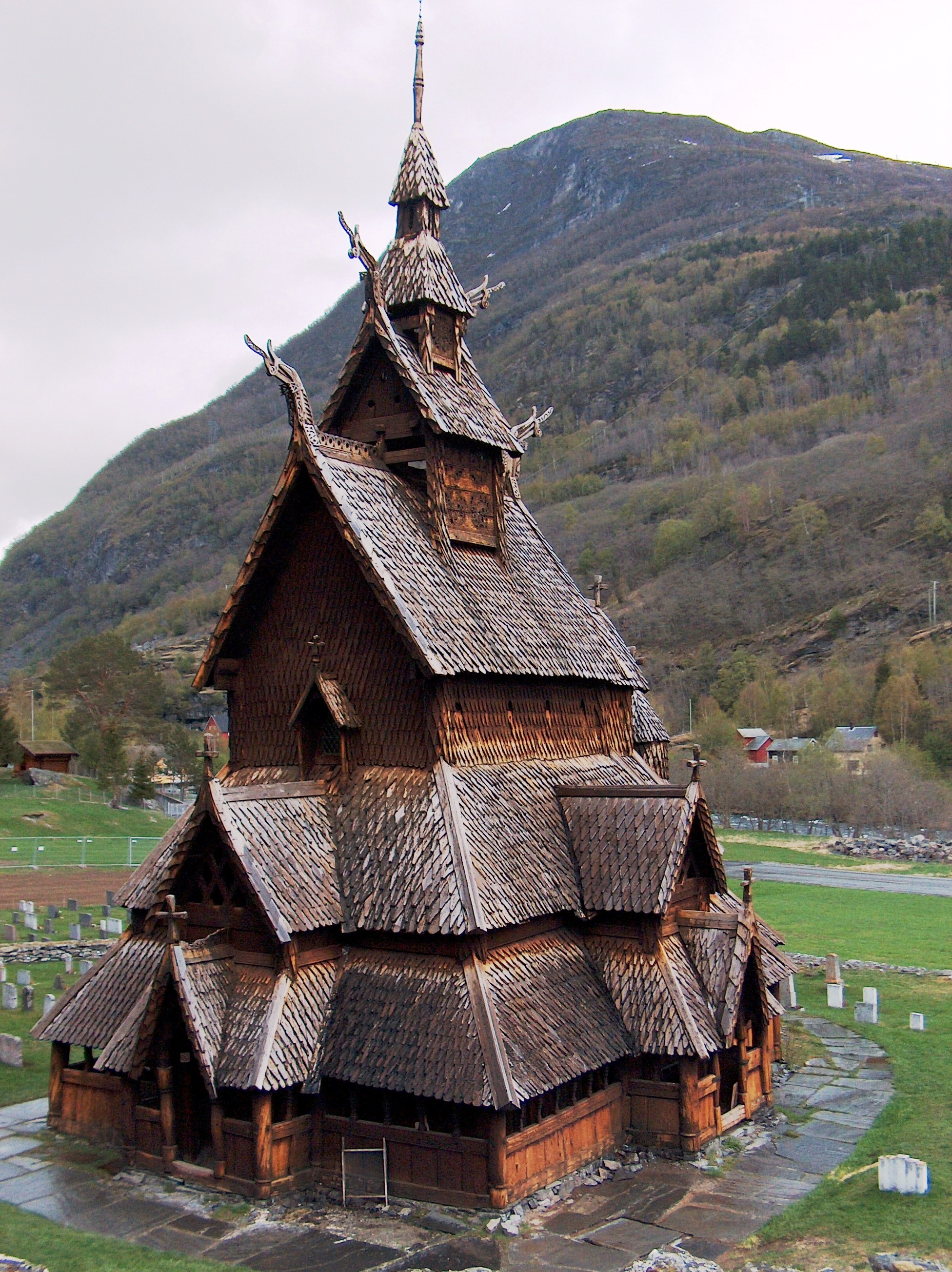
Borgunds stavkyrka.